# Jardzjilovtsi
Jardzjilovtsi (bulgariska: Ярджиловци) är ett distrikt i Bulgarien.   Det ligger i kommunen Obsjtina Pernik och regionen Pernik, i den västra delen av landet, 30 km väster om huvudstaden Sofia.
Trakten runt Jardzjilovtsi består till största delen av jordbruksmark. Runt Jardzjilovtsi är det ganska glesbefolkat, med 45 invånare per kvadratkilometer.